# Palatul Miksa Róna
Palatul Miksa Róna, cunoscută și sub numele de Palatul Artúr Kincs, este o clădire istorică situată în cartierul Fabric din Timișoara. Se află în Piața Romanilor, nr. 2, și pe strada Ștefan Cel Mare, nr. 4.
Face parte din Situl urban „Fabric” (I), monument istoric cod LMI TM-II-s-B-06096 (frontul de pe strada Ștefan cel Mare) și Situl urban „Fabric” (II), monument istoric cod LMI TM-II-s-B-06097 (frontul din Piața Romanilor).

## Istorie
La începutul anilor 1900, pe actualul amplasament al Palatului Miksa Róna și al Palatului Ștefania existau casele familiilor Risticz și Sigmund. Fiind necesară lărgirea Bulevardului 3 August 1919 (pe atunci, Andrássy út), Primăria achiziționează casele și le demolează. 
Ca și în cazul Palatului Ștefania, Palatul Miksa Róna a fost inițial construit ca o "casă de raport", un termen care desemna o clădire cu apartamente destinate închirierii, având 20 de apartamente cu un total de 52 de camere.
Clădirea a fost construită dupa planurile arhitectului Henrik Telkes, primind autorizația de construcție la data de 26 septembrie 1911, comanditar fiind inginerul Miksa Róna. Imobilul a fost finalizat în 1912.
În anii 1920, clădirea a fost cumpărată de către comerciantul evreu de textile Artúr Kincs, care locuia, anterior, cu familia sa, în Palatul Josef Kunz, în chirie. Acesta avea magazinul de confecții și articole vestimentare barbătești situat la parterul fațadei de pe strada Ștefan cel Mare.
Conform amintirilor lui Annnie Hammer, Kincs a vândut jumătate din clădire în timpul crizei economice din 1929, pentru a-i salva afacerea fratelui său de la faliment. Este posibil ca acea jumătate să fi fost cea cu ieșire spre Piața Romanilor.
În contextul legilor antisemite din România anilor 1940, familia Kincs a fost nevoită să se mute din clădire, revenind în 1945. Magazinul de textile a fost lichidat în 1947, iar casa nu a fost naționalizată de către noul regim comunist, rămânând proprietate privată.

## Descriere
Clădirea aparține arhitecturii Art Nouveau și corespunde stilului Secession al școlii maghiare de arhitectură, evidențiindu-se prin cele două frontoane unduite care marchează colțurile clădirii. Acestea accentuează simetria clădirii, alături de balcoanele grupate în perechi, care au elemente tipice de fier forjat caracteristice arhitecturii de la începutul secolului al XX-lea. Parterul comercial conține, de asemenea, accesul, format dintr-un poartă din lemn cu grilaje și ancadramentu cu decorațiuni secession. De apreciat este faptul că clădirea a păstrat o mare parte din elementele originale de feronerie, inclusiv jardinierele.
Clădirea ocupă întreaga lățime a cvartalului de care aparține, având astfel fațade atât spre strada Ștefan cel Mare (fostă Fő utca), cât și în Piața Romanilor (fostă Coronini tér). Cele două fațade ale clădirii sunt identice.